# Dámaso de Barrenengoa
Dámaso de Barrenengoa y Bardenas (n. Orduña, Vizcaya; 1828 - f. Ciudad Real; 1896) fue un político e industrial español afincado en Ciudad Real. Nació en el seno de una familia muy humilde y perdió a su padre muy pronto.
En 1856, Dámaso Barrenengoa, industrial procedente de tierras del norte, creó un establecimiento dedicado a ultramarinos y coloniales en Ciudad Real, fábrica de chocolates y tostadero de cafés de excelente calidad, Chocolates Barrenengoa. En las últimas décadas en que se mantuvo abierto figuraron como propietarios de la Casa Barrenengoa don Dámaso y don Juan Pérez Ayala.
En 1864, Barrenengoa fue miembro de la Sección de Industria de la Junta Provincial de Agricultura, Industria y Comercio de Ciudad Real.
Sus chocolates recibieron mención honorífica de la Exposición Universal de Londres (1862) y obtuvo la medalla de bronce en la Exposición Universal de París (1867).
En 1869, Barrenengoa firmó el Pacto Federal Castellano en representación de la provincia de Ciudad Real. Tres años después, Barrenengoa obtuvo acta de diputado en el Congreso de los Diputados por la provincia donde se había establecido, Ciudad Real, tras ser elegido diputado en las elecciones de 10 de mayo de 1873 ("Fue en el distrito de la capital donde el candidato apoyado por el Comité Republicano Federal (el comerciante e industrial Dámaso de Barrenengoa) lograba una victoria electoral más destacada, barriendo prácticamente a sus oponentes").
En 1925, el escritor ciudadrealeño Francisco Rivas Moreno dedicó una biografía a Dámaso de Barrenengoa en Los grandes hombres de mi patria chica. El mismo autor, Rivas Moreno, en pleno debate sobre la Mancomunidad Castellana en 1918, se mostraba a favor de que Castilla se constituyera en región ("De absurda califico la afirmación de que Castilla no puede formar región porque carece de dialecto") y fue autor de los artículos periodísticos El regionalismo castellano (1916 y 1917) y de la obra Propagandas regionalistas (1918). 